# Wargroove
Wargroove é um jogo eletrônico de estratégia por turnos desenvolvido e publicado pela Chucklefish Games. Ele foi lançado para Microsoft Windows, Nintendo Switch e Xbox One em 1 de fevereiro de 2019, com uma versão para PlayStation 4 previsto para ser lançado em uma data posterior.

## Jogabilidade
Wargroove é um jogo eletrônico de estratégia por turnos no qual os jogadores exploram mapas e inimigos de batalha. Os jogadores podem escolher assumir o controle de um dos doze comandantes, cada um com sua própria campanha, motivações e personalidade.
O jogo suporta multijogador local e online, incluindo jogador contra jogador e modo cooperativo. O jogo apresenta ferramentas de edição de campanha que permitem aos jogadores criar seus próprios mapas. Há também um editor do mundo superior para conectar diferentes missões; Isso permite que o jogador crie caminhos de ramificação e defina missões para desbloquear sob certas condições.

## Desenvolvimento e lançamento
Wargroove foi desenvolvido pela Chucklefish Games para Microsoft Windows, Nintendo Switch, PlayStation 4 e Xbox One. Os desenvolvedores foram inspirados em jogos portáteis com jogabilidade tática acessível, como Advance Wars (2001). A Chucklefish achava que não havia títulos disponíveis na atual geração de consoles de jogos que representassem esse gênero de jogo. Pixel art de alta resolução foi criado para os gráficos do jogo. O jogo foi revelado em fevereiro de 2017, e originalmente previsto para ser lançado no início de 2018, mas sofreu atrasos que o levaram para 1° de fevereiro de 2019, com a versão para PlayStation 4 sendo lançada mais tarde.